# 塞尔吉奥·布兰科
塞尔吉奥·布兰科（Sergio Blanco，1981年11月25日—），是一名乌拉圭职业足球运动员，曾经效力于上海申花。